# Biserica de lemn din Tomnatecu de Jos

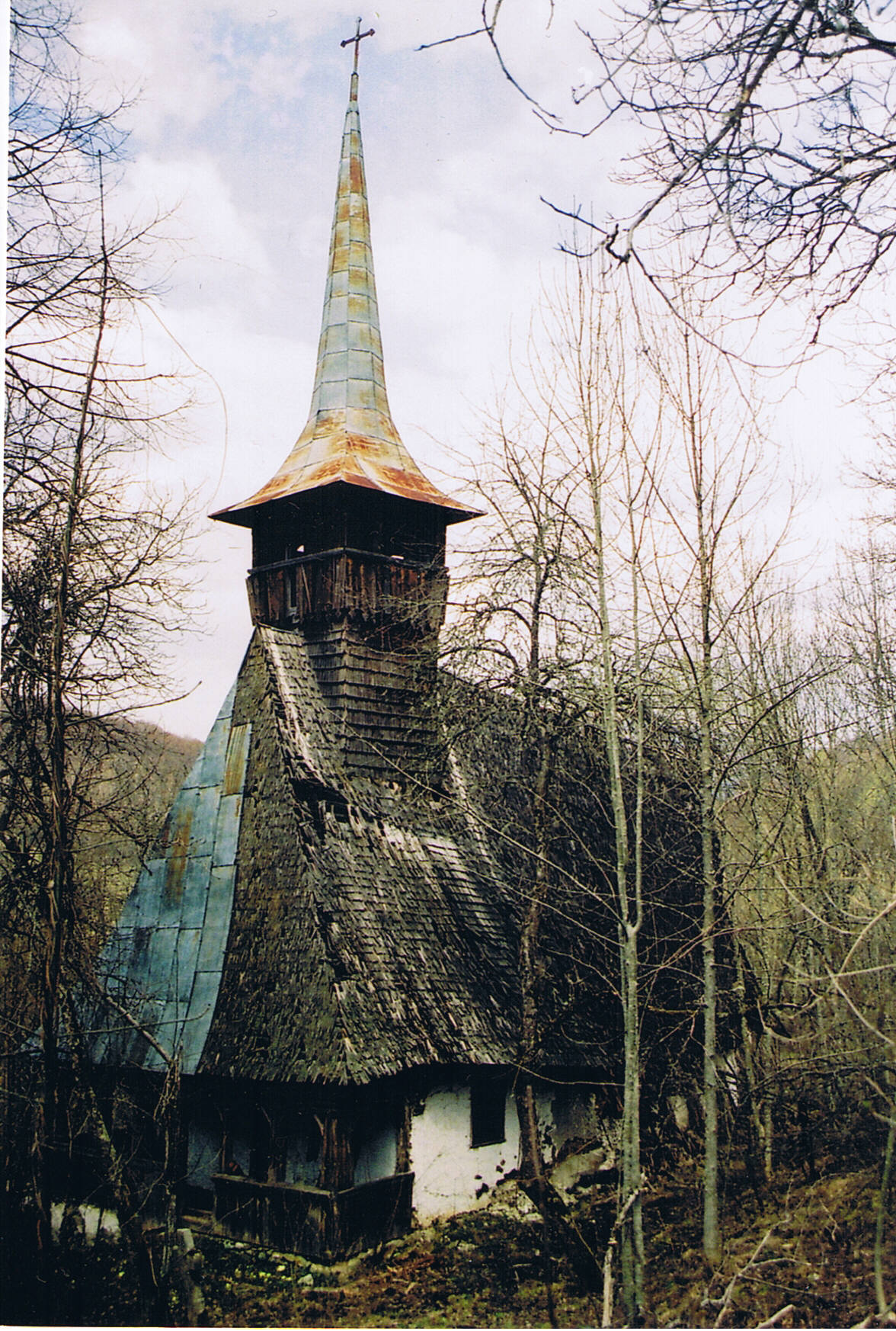
Biserica de lemn din Tomnatecu de Jos înainte de prăbușire

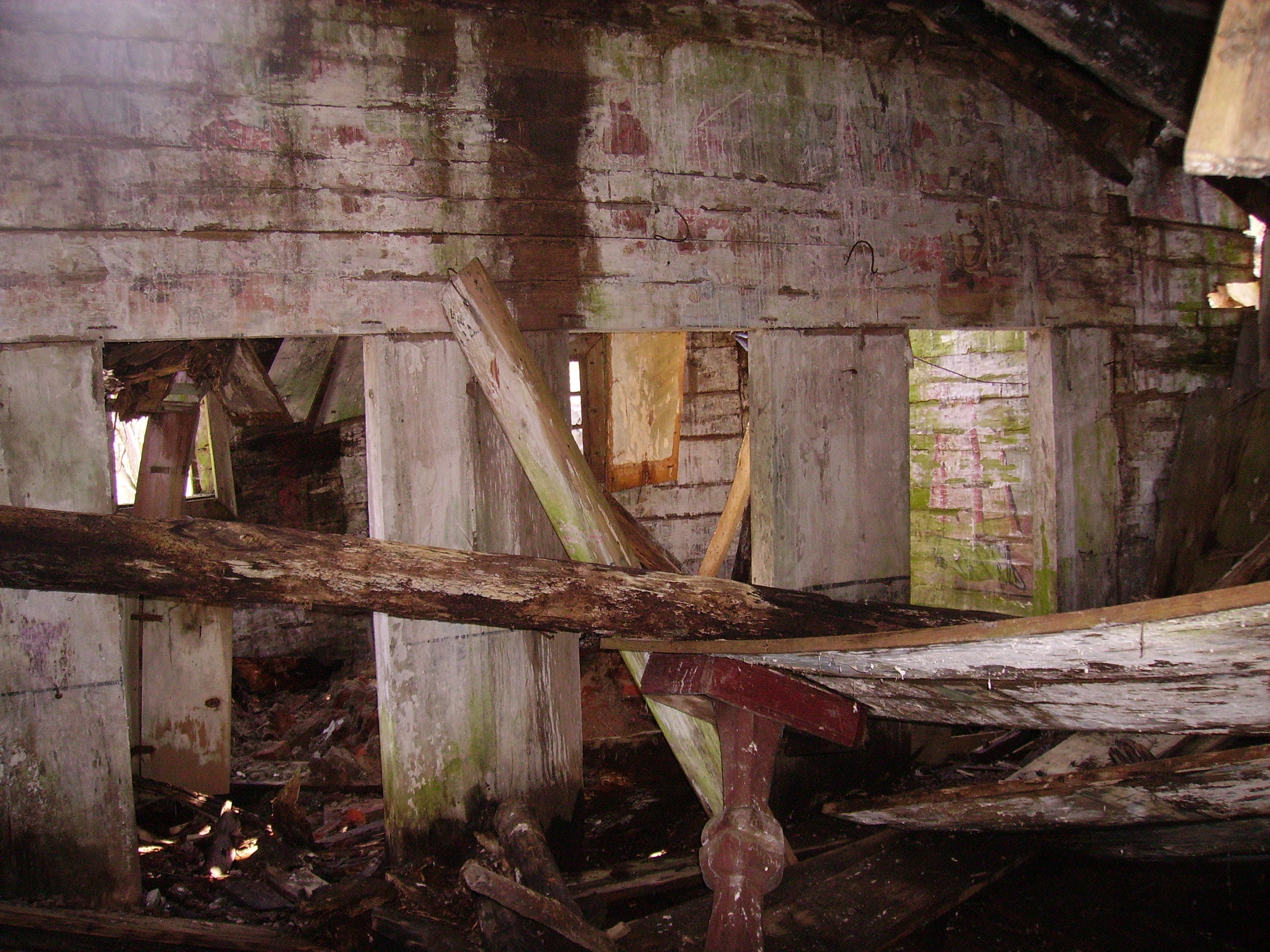
Biserica de lemn din Tomnatecu de Jos, comuna Bulzeștii de Sus, județul Hunedoara, foto: martie, 2009.

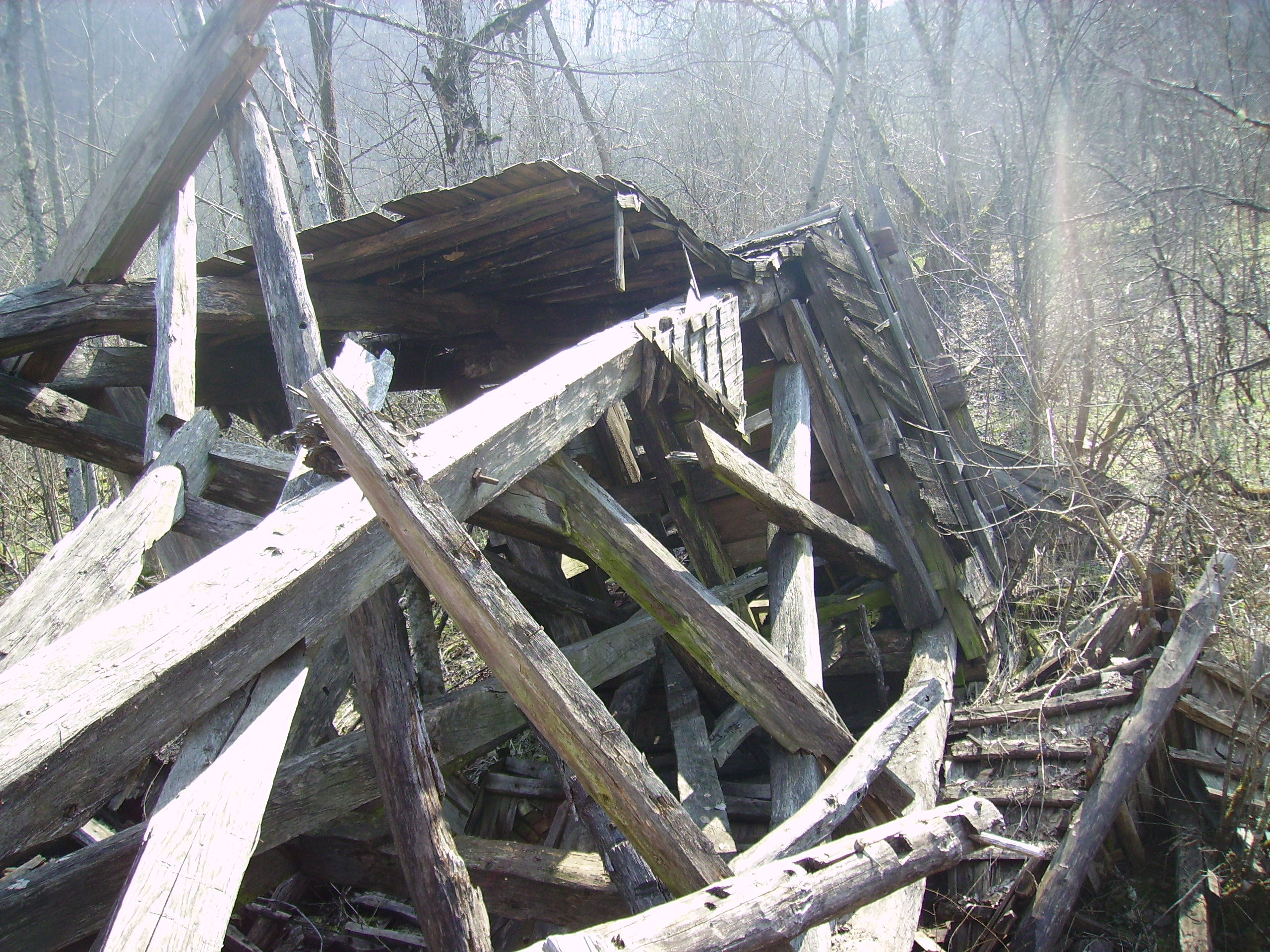
Ruinele bisericii de lemn „Sfântul Ierarh Nicolae” din Tomnatecu de Jos

Biserica de lemn din Tomnatecu de Jos, comuna Bulzeștii de Sus, județul Hunedoara a fost ridicată în secolul al XIX-lea. Are hramul „Sfântul Ierarh Nicolae”. Figurează pe lista monumentelor istorice, cod LMI HD-II-m-B-03466.

## Istoric și trăsături
Cătunul Tomnatecu de Jos mai are doar trei locuitori, în vârstă. Accesul este extrem de anevoios, un drum de 15 km, parcurși pe jos. Biserica “Sfântul Ierarh Nicolae“ a fost construită, potrivit însemnării prezente pe filele unui Apostol (Blaj, 1814), în prima jumătate a secolului al XIX-lea: “La anu 1842 s-au gătat sfânta biserică, că am început a lucra la anul 1839 iunie 12 zile și s-au gătat la 1842 martie 2 zile. Și numai un maistor a lucrat pe ea, cu numele Peteleu Pătru de la Neagra [jud. Arad n.n.], În zilele prea înălțatului împărat Ferdinand întâiu și fiind episcope în Ardeal pre partea noastră a neuniților, D. Vasile Moga și prototop Iosif Bașa în comitatul Zarand și preaot Niculae Toma [urmează lunga listă a cititorilor și sumele donate n.n.]“. În completare, pisania de pe peretele sudic al altarului. „episcop al Ardealului de lege răsăriteană Vasile Moga și protopop eparhiei aceștia Iosif Bașa, paroh locului Nicolae Toma, și un binefăcător de la Vidra de Sus [jud. Alba n.n.], Gligorie Costan, care au agiutat cu 100 de zloți, bani de argint, și cealaltă cheltuială obștea satului, la anul Domnului 1845, avgust 15 zile“; textul era întregit de inscripția laturii nordice a absidei, în care figura autorul ansamblului mural și ucenicii care l-au ajutat: “S-au zugrăvit de Silaghi de la Abrud cu fiii … Izidor și Adamovici, Isir și Marc, Iogi de la Cluj, la anu 1845.“ Icoanele împărătești, executate în secolul al XVIII-lea, au fost reînnoite în 1858, într-o manieră de lucru care face trimitere la stilul zugravului Nistor din Feleac (jud. Cluj).
Lăcașul în discuție era o construcție de plan dreptunghiular, cu absida decroșată, poligonală cu patru laturi, îmbinată în ax. În dreptul celor două intrări, de vest și de nord, se afla un pridvor deschis prelungit, de forma unei prispe. Edificiul, tencuit la esterior, era prevăzut cu o clopotniță robustă, cu foișor în console și fleșă de o accentuată verticalitate. Deși reparat în mai multe rânduri (cel dintâi șantier s-a desfășurat în anul 1855), edificiul s-a degradat încet și ireversibil; apa pătrunsă prin acoperișul deteriorat de șiță, cârpită cu tablă și carton, a pecetluit, prin distrugere, nepăsarea organelor însărcinate cu protejarea sa. În anul 2003 abia s-a mai reușit recuperarea clopotelor, mutate la biserica nouă din Brad, și a ușilor împărătești, expuse în present la Muzeul Etnografic din Crișcior. Lăcașul s-a prăbușit definitiv în 2006, din falnicul edificiu de altădată rămânând doar un morman diform de bârne; turnul său impunător zace culcat la pământ printre copacii și iarba înaltă care au invadat cimitirul. Înaintea acestei biserici, înscrisă pe lista monumentelor istorice românești (HD-II-m-B-03466), a existat o altă ctitorie obștească din bârne, renovată în preajma marii răscoale conduse de Horia, Cloșca și Crișan; pe un stâlp al cerdacului fusese prinsă o cruce de lemn pe care era săpat “văleatul 1784 august 23“ și “popa Nicolae“. Acel edificiu, menționat atât în tabelele conscripțiilor din anii 1733, 1750, 1761-1762 și 1828-1831, cât și pe harta iosefină a Transilvaniei (1769-1773), era situat în vecinătatea bisericii actuale. Și mai veche a fost ctitoria medievală din “Blidariu“, dezafectată cultului, cu probabilitate, la cumpăna secolelor XVIII-XIX“.

## Tristă galerie de imagini

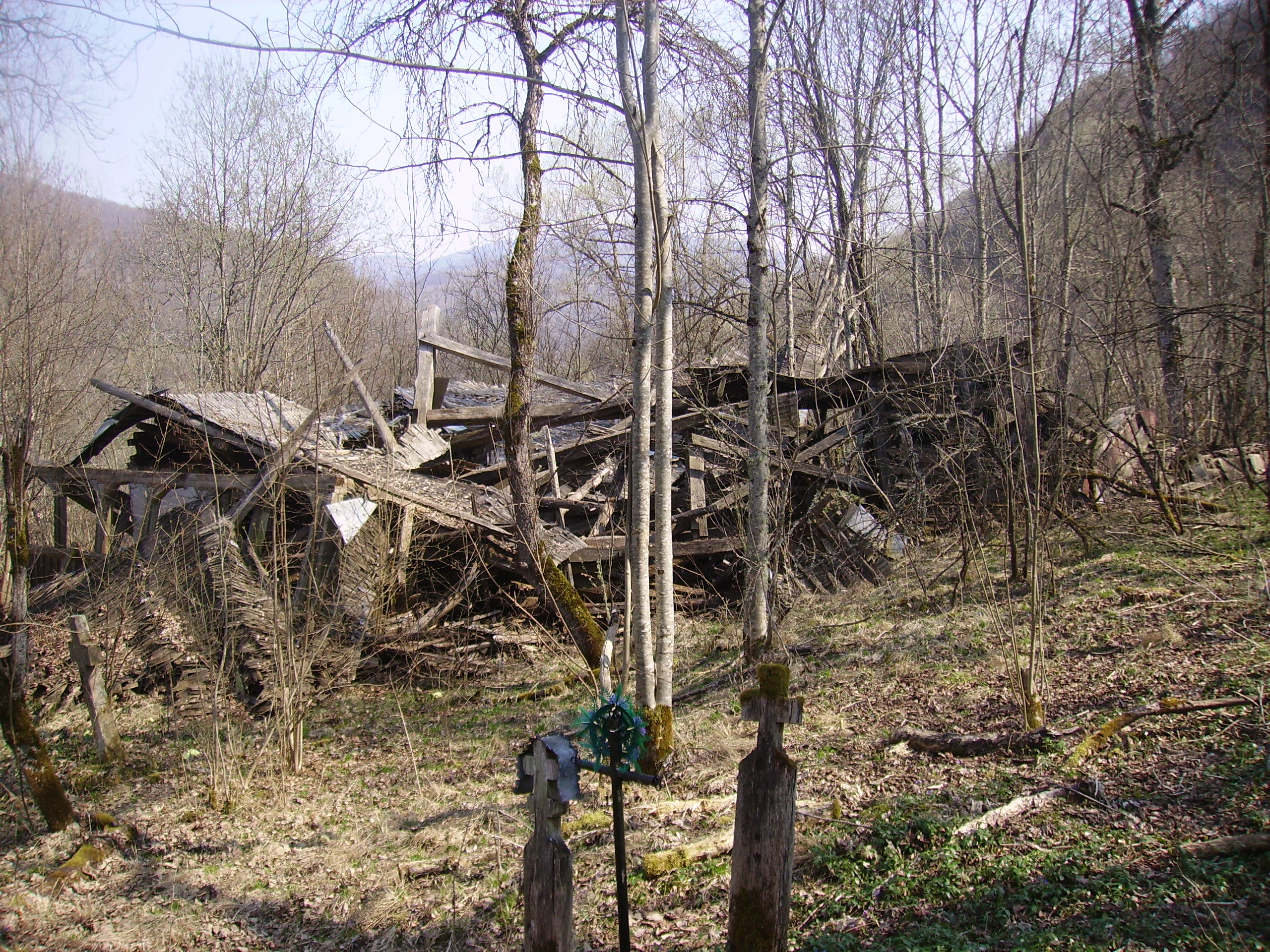
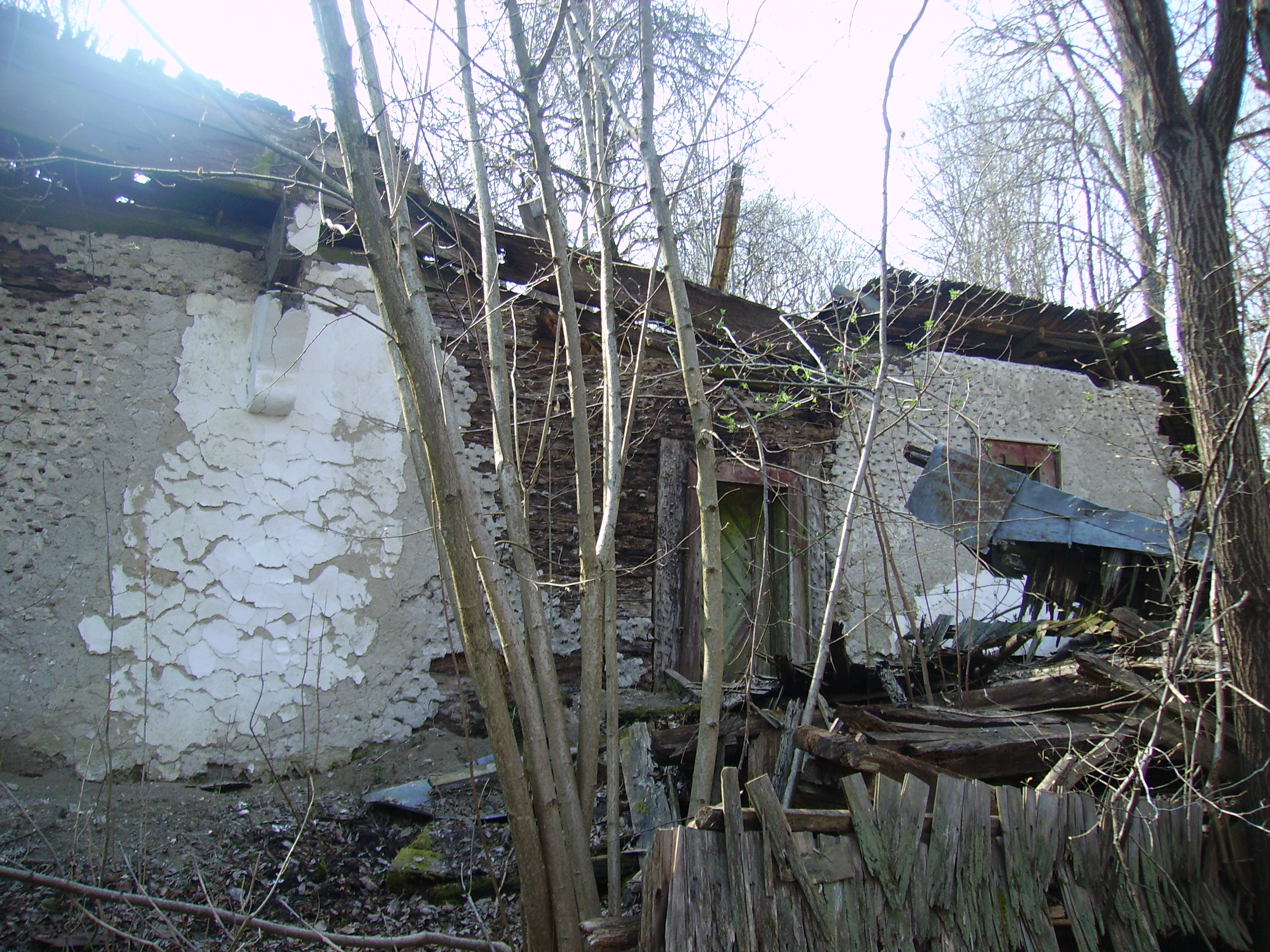
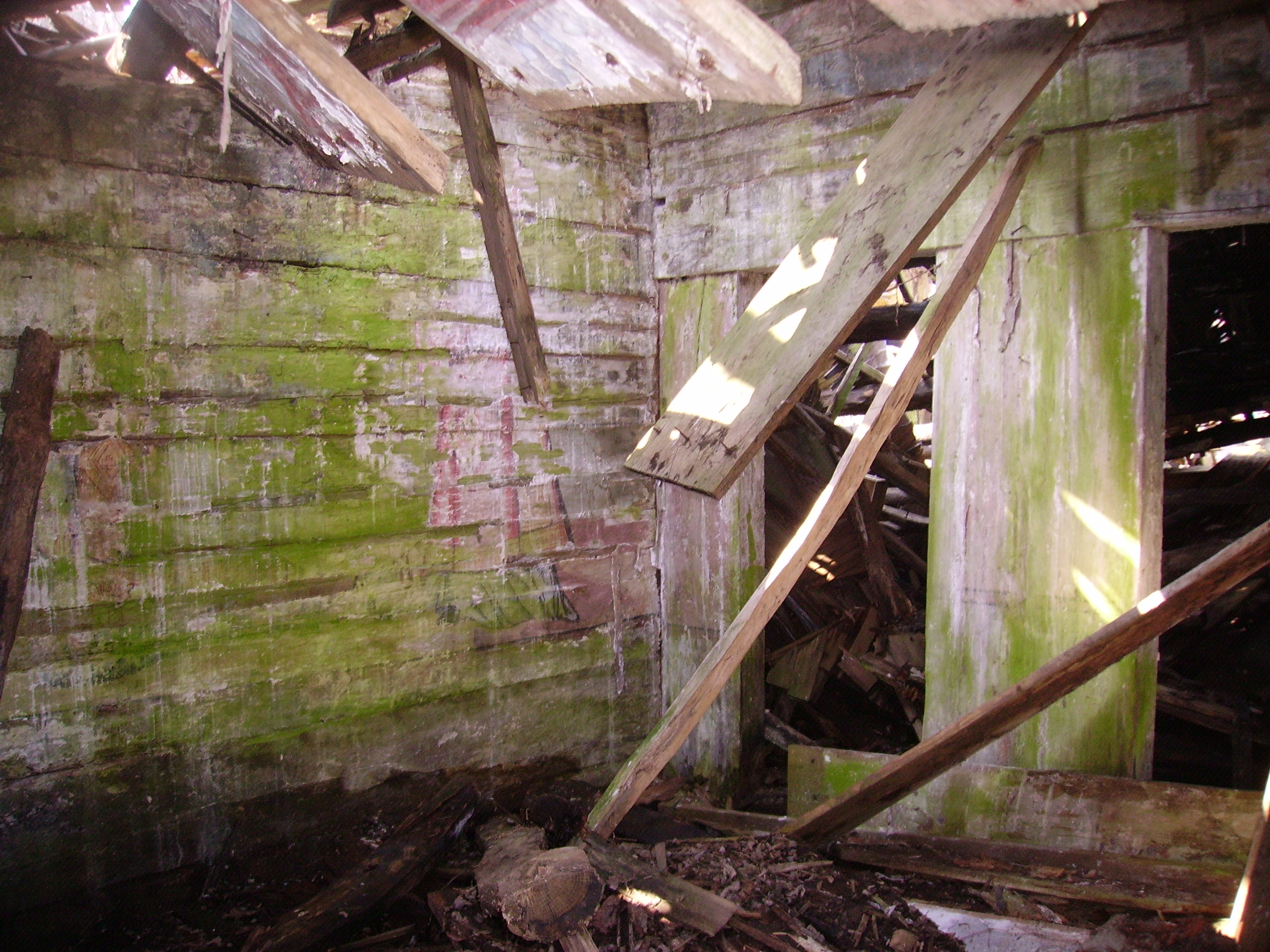
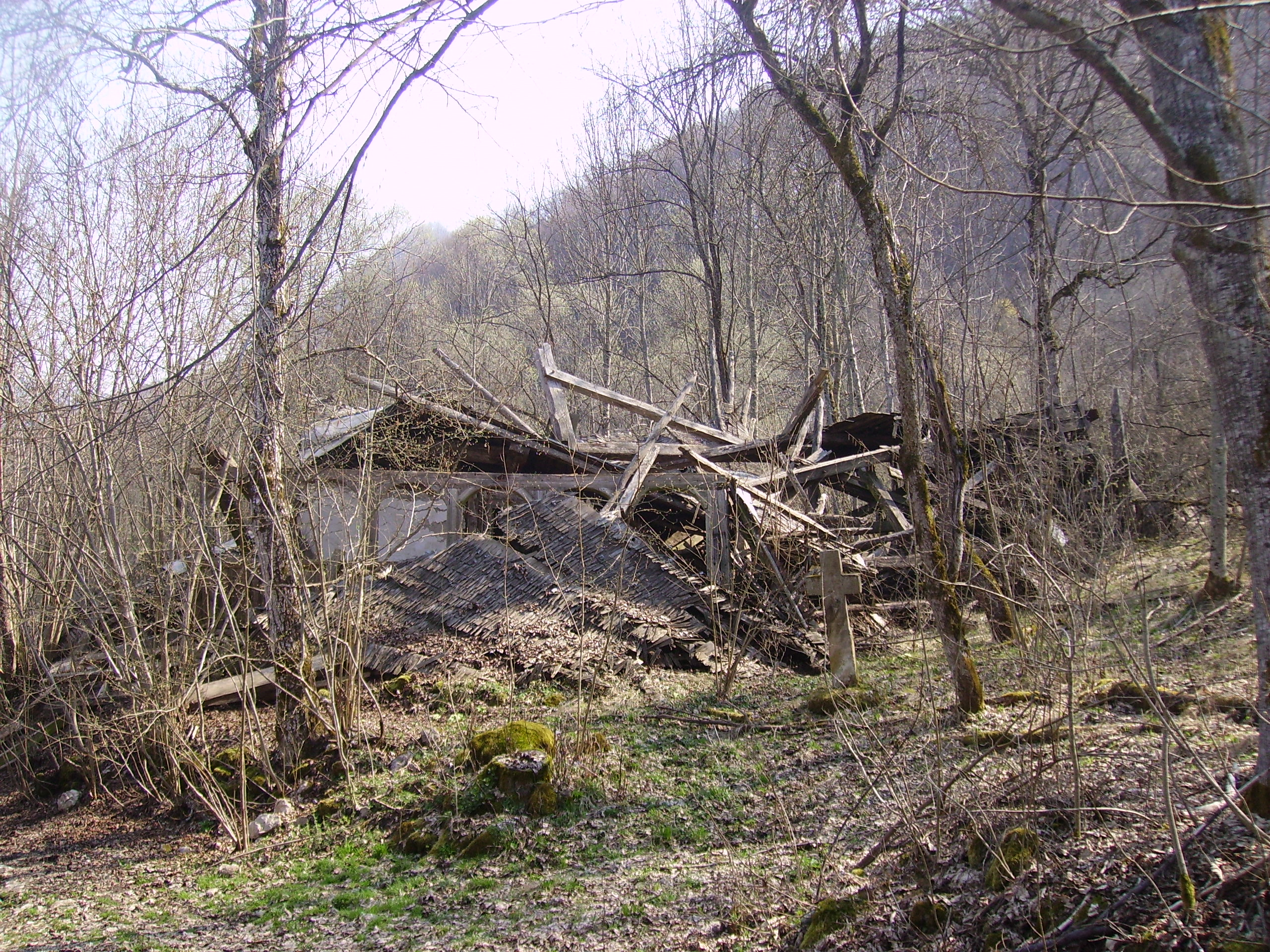